# 吉姆·卡特
詹姆斯·李·卡特（英語：James Lee Kaat，1938年11月7日—），綽號「Kitty」，為美國職棒大聯盟的投手，生涯曾效力過參議員/雙城、白襪、費城人、洋基與紅雀等隊。
卡特生涯只入選過3次明星賽，但他拿下16座金手套獎。他3度拿下單季20勝，並在參議員隊搬家前拿下190勝，為隊史次高紀錄。
卡特在退休後轉任球評，2006年他一度退休，不過他在2009年又回鍋播報經典賽。2018年，他回到大聯盟繼續擔任播報工作。
2001年，卡特入選雙城隊名人堂。2014年，黃金世代委員會將卡特引薦至名人堂票選，但他僅差2票便能入選。2021年，黃金世代委員會再次引薦卡特，這次他終於成功入選名人堂。

## 職業生涯
卡特在1957年和參議員隊簽約，接著他待在小聯盟2年。1959年，卡特成功登上大聯盟。他在大聯盟的前兩年僅出賽16場比賽，1961年，球隊搬家改名為明尼蘇達雙城後，卡特也進入球隊的先發輪值內。1963年7月24日，卡特投出9局完封勝，同場還敲出一支全壘打，雙城隊史也僅發生過3次先發投手完封又開轟，而其中兩次就是由卡特達成。
1964年7月23日，他面對初登板的伯特·坎潘奈瑞斯被敲出2轟。1965年，球隊成功闖進世界大賽。卡特在世界大賽上和道奇王牌山迪·柯法斯對決3次，其中他在第2場還投出完投勝。

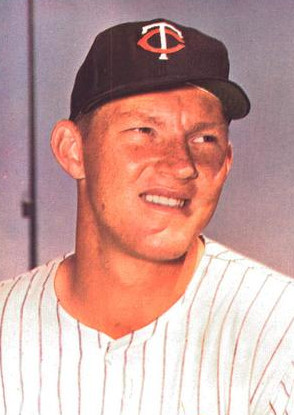
1965年的卡特

1966年，卡特拿下25勝，並投出19場完投。最後他在MVP票選拿下第五名。當時由於兩聯盟只選出一位賽揚獎投手，最後由山迪·柯法斯全票拿下第一名。1967年，卡特拿下16勝13敗，防禦率3.04。但他在9月繳出7勝0敗，防禦率1.51的成績，讓雙城一直保有競爭聯盟冠軍的資格。可惜的是，卡特在倒數第二場比賽受傷，最後雙城兩場皆敗給紅襪，無緣拿下聯盟龍頭。
1974年，卡特拿下21勝14敗，這是他睽違8年後再度拿下單季20勝。卡特到1979年之前都是擔任先發投手，之後便開始轉往牛棚發展。1975年12月10日，他被從白襪隊交易到費城人隊。1982年，他在世界大賽以牛棚投手身分出賽4場比賽，並拿下個人首座世界大賽冠軍。
卡特生涯拿下16座金手套獎，一度為投手之最，後來被葛瑞格·麥達克斯超越。
1983年，卡特宣布退休，為前參議員球員之中，最後一位宣布退休的選手。他在大聯盟打拚25年，為當時投手之最。在卡特的職業生涯期間，美國總統在這段期間從艾森豪到雷根，共橫跨7位總統。

### 生涯投球數據
| 勝投 | 敗投 | 防禦率 | 出賽場次 | 先發 | 完投 | 完封 | 救援成功 | 投球局數 | 安打 | 失分 | 自責分 | 全壘打 | 保送 | 三振 | 暴投 | 觸身球 |
| ---- | ---- | ------ | -------- | ---- | ---- | ---- | -------- | -------- | ---- | ---- | ------ | ------ | ---- | ---- | ---- | ------ |
| 283  | 237  | 3.45   | 898      | 625  | 180  | 31   | 17       | 4530.1   | 4620 | 2038 | 1738   | 395    | 1083 | 2461 | 128  | 122    |

## 個人生活
卡特歷經了四段婚姻，其中他和第三任妻子育有4名子女和6個孫子。

## 外部連結
- 球員資訊和成績在MLB ，ESPN ，Retrosheet ，Baseball Reference ，Baseball Reference (Minors) ，Fangraphs ，The Baseball Cube （英文）